# Галішак Микола Степанович
Галішак Микола Степанович — український військовик, учасник російсько-української війни.
Народився 7 квітня 1990 р. в с. Опака Дрогобицького району.
Проживав у Сумах разом з дружиною та дочкою.
14 вересня 2022 року був призваний до лав ЗСУ рядовим солдатом. За час проходження служби отримав звання молодшого сержанта та став командиром взводу.
Командир кулеметного відділення кулеметного взводу стрілецької роти стрілецького батальйону.
Загинув в бою 10 жовтня 2023 р. в районі Новоандріївки Пологівського району Запорізької області.
Похований на Ново-Центральному Баранівському кладовищі в Сумах.

## Нагороди
- 26 лютого 2025 року Миколі Галішаку було посмертно присвоєно звання Почесного громадянина Сум[3].